# 希科里鎮區 (伊利諾伊州斯凱勒縣)
希科里鎮區（英語：Hickory Township）是位於美國伊利諾伊州斯凱勒縣的一個行政鎮區。

## 地方資料
根據2010年美國人口普查的數據，希科里鎮區的面積為48.10平方千米，當中陸地面積為45.80平方千米，而水域面積為2.30平方千米。當地共有人口142人，而人口密度為每平方千米2.95人。